# 三菱・380
380（スリーエイティ）は、日本の自動車メーカー、三菱自動車工業の完全子会社であるミツビシ・モーターズ・オーストラリア（略称: MMAL）により2005年から2008年にかけて製造された中型乗用車である。380は1985年4月に導入されたマグナ及び1991年4月に導入されたヴェラーダの後継車であり、殆ど米国で設計された9代目ギャランを基にAU$600万を費やして開発と生産が行われた。380はMMALのオーストラリア市場向けに生産される前輪駆動方式セダンを踏襲し、トヨタ・オーリオンと共に後輪駆動方式のフォード・ファルコンとホールデン・コモドアに競合した。
380の発表前でさえ既に380はMMALにとり「伸るか反るか」の博打であると噂されていた。販売が低調なまま推移すると、2006年4月28日にモデル構成が見直されシリーズIIとなりベースモデルは約20%もの価格引き下げを実施された。購買意欲を喚起するために2007年7月29日に主に外観デザインに手を入れたシリーズIIIが導入された。これらの変更があったものの販売を好調する事は出来ず、380はMMALが生産で利益を向上させる事が出来ないまま2008年3月に生産終了となった。

## 開発の歴史
「DB」シリーズの三菱・380の開発は、日本の三菱自動車工業経営幹部がMMALに2種類の近似モデルに関する作業開始を承認した2002年に始まった。最初のモデルはコードネーム「PS41」と命名された9代目ギャランの右ハンドル仕様であり、マグナとヴェラーダの代替となる予定であった。2番目のモデルは2007年に発売予定の社内で「PS41L」として知られたロング・ホイールベース版で、左右両ハンドル仕様が作られる予定であった。しかし三菱自動車工業の財務状況が更に悪化するとダイムラー・クライスラー社は三菱自動車工業との提携から手を引き、「PS41L」の開発は2004年に破棄され、「PS41」が量産に入るかどうかも疑問視されるようになった。2004年半ばに実施された会社の調査では84%のオーストラリア人（だいたい5人中4人）が三菱自動車のオーストラリアでの生産中止を信じ込んでいることが分かった。ブランドに対する信頼回復のために380の発売前の2004年12月に一連のテレビCMが放映された。後のMMALのCEOトム・フィリップス（Tom Phillips）を中心に宣伝は業界初の5年/13万km 保証の導入を喧伝した。三菱は元クライスラー社の会長リー・アイアコッカのスローガンをもじってCMの最後を「高品質で素質の良い車をお探しなら、これをどうぞ」（"if you can find a better-built, better-backed car anywhere, then buy it."）で締めくくった。

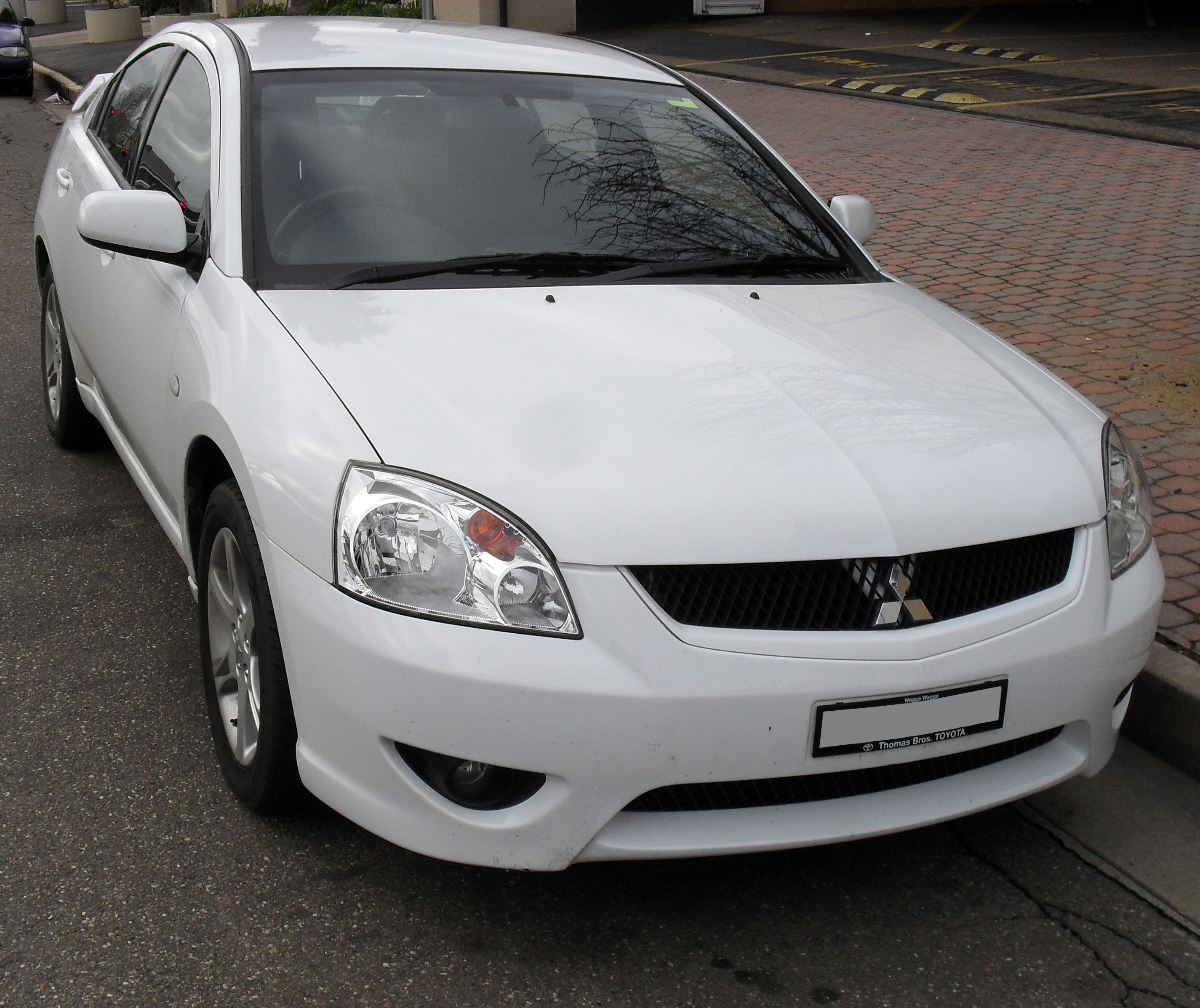
380 SX（写真）とGTに共通の顔回り

380の開発には車両製造のためのアデレードの生産施設へのAU$250万の投資を含む合計AU$600万が投じられた。これには、それまでの別個のパネルから整形されていたボディ側面を一体パネルから製造するための新しいプレス機器の導入費が含まれていた。これにより2005年時点での業界標準の1.0から1.5 mm（0.04 - 0.06 in）厚に比べ0.7 mm（0.03 in）厚の鋼板を使用しての生産が可能になった。

### デザイン

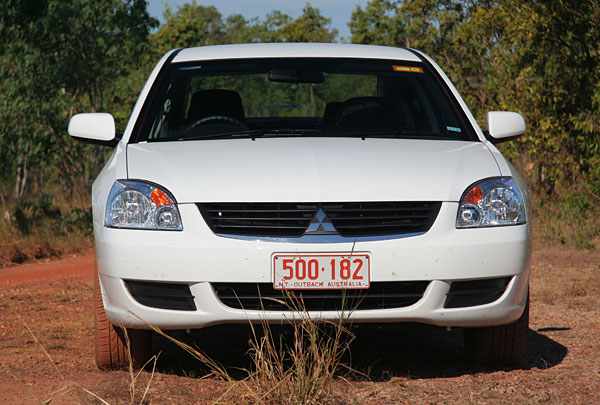
LSとLXとも共通のベースモデルの380（写真）のオリジナルの顔回り

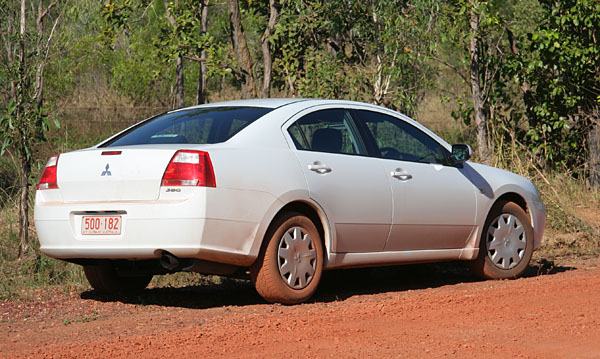
380の後ろ姿

開発の極初期の段階から三菱自動車は常に「PS41」を北米のギャランとは外装スタイリングの面で異なるものにしようという意図を持っていた。問題は「PS41」がギャランと同じ骨格と側面形状を有していたため、ほとんどの部分は変更されずそのまま残るということであった。クロベリー・パーク（Clovelly Park）工場が刷新されたことでボディパネルを製造する治具も新しくなり、より強靭なボディを製造することができるようになった。これによりMMALはデザインに多少は手を入れる余地を得ることができ、大型化した前部フェンダーやボンネットの刷新、新しいヘッドライトやグリル、バンパーが生み出された。
「PS41」の顔回りは元々は当時の三菱自動車のチーフ・デザイナーのオリビエ・ブーレイがデザインしたものであった。ブーレイは2003年モデルのマグナ/ヴェラーダのフェイスリフトも担当していたが、この変更は購入者には不評であった。2004年にダイムラー・クライスラー社が三菱自動車との提携から手を引いたときにブーレイの影響も終わりを告げ、これにより発売前に外装に手を入れる1回だけの最後の機会が訪れたが、生産開始まで1年弱の時間しか残されておらずデザインのやり直しはMMALと親会社の日本との協力で行われた。デザイン修正の基本的な部分は日本のデザイン・スタジオで実施され、スポーツモデルが現地でデザインされた。

### エンジニアリング
よりオーストラリア市場に適した車となるようにギャランと比較して70%の変更が施されていた。オーストラリアの道路状況、法規、顧客の嗜好といったものが変更箇所の根源であった。車体後部の床構造は標準サイズのスペアタイヤを搭載できるように変更され、後部側面の梁は牽引能力改善のために強化された。オーストラリアの道路状況のためにボディの強度が上げられ、これにより改善されたボディ剛性により車両の運動性能も向上した。このことは、より洗練された設計のサスペンション、新しいショックアブソーバーやスタビライザーの採用といったものに繋がった。
380はセダンのみで、エンジンは全くの新型の3.8 L V型6気筒・SOHC24バルブヘッドを採用した6G75型であった。普通とは異なりスポーツモデルが最廉価のベースモデルよりも高出力のエンジンを搭載しているといったことはなかった。異例なことは、5速MTの380 ES（5速ATはESにはオプション）が事実上全モデル中で最速車であり、175キロワット (235 hp)と343 Nmのエンジンはこの車を0–100 km/h (0–62 mph) 加速を7.6秒で走らせた。ギヤ比の関係で380が装着したMTとATの加速性能は同じであった。

## 各モデルの仕様

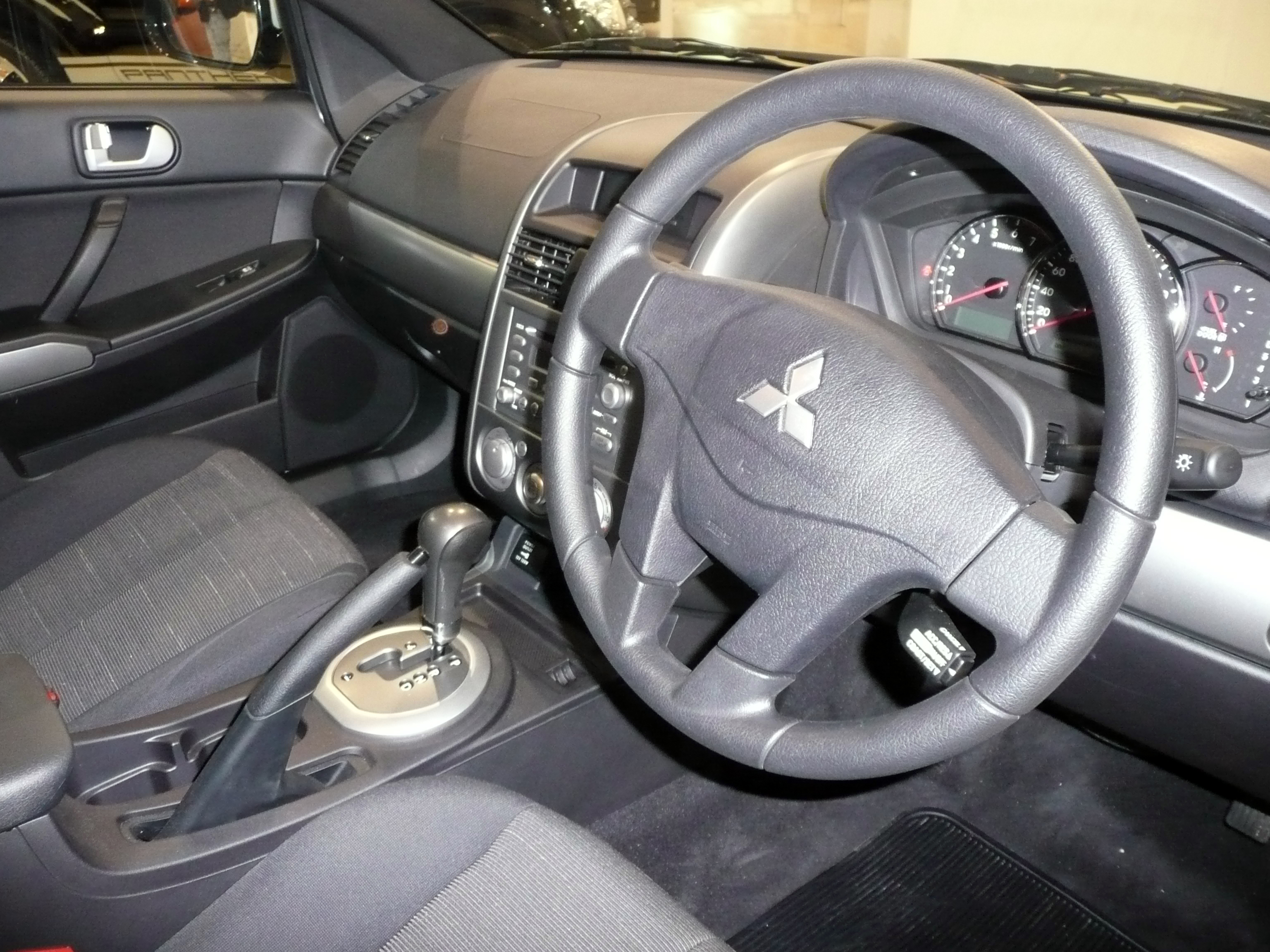
2007年モデルの380 ES スポーツ（シリーズIII）の内装

380 シリーズIIIにはES、SX、VRXとGTという4モデルがあった。5速のMTかATのどちらかが選べるESはトラクションコントロール、前方と側面エアバッグ、自動温度調節式エアコン、電動ドアミラー、パワーウインドウ、運転席の電動調節式シート、ハンドルに装着されたオーディオ用スイッチ、電気式ブレーキ圧分配装置付（Electronic Brakeforce Distribution：EBD）アンチロック・ブレーキ・システムといったものを標準で備えていた。ESはアルミホイール、フォグライト付スポーツ・フロントバンパーも備えていた。その上のATのみのSXは、特徴ある灰色のスポーツ・シート、革巻きハンドル、多機能カラーLCDディスプレー付6連装CDプレイヤー、スポーツ・リヤバンパー、17"のアルミホイールとスポーツ仕様のサスペンションが追加されていた。VRXはより大がかりなスポーツ仕様の外観を備え、前後のバンパーには濃灰色のアクセントが入れられ、目立つリヤウイング、磨きと塗装が入った17"のアルミホイールを装着していた。VRXの内装は座席に青い生地が追加され、前部座席には「VRX」の刺繍が入り、刺繍はオプションで銀糸でかがられた革製も選択できた。VRXは5速のMTかATのどちらかが選択できた。最上級モデルのGTは標準で革内装、磨きと塗装が入った17"のアルミホイール、トランク一体型スポイラーとトランクのメッキ装飾パネルとボディ側面の傷防止ストライプを備えており、三菱はGTには追い金なしでGTLという名称通りの豪華装備オプション付のモデルを提供していた。GTLスポーツは、控えめなテールライト回り、銀塗装のアルミホイール、ベージュ色に黒色をあしらった内装を持っていた。
シリーズIIIの発売時に三菱は2つの特別モデルを発表した。ESをベースとしたスポーツ・エディションは、17"のアルミホイール、目立つリヤウイング、スポーツ仕様サスペンション、黒色内装とサンルーフがESと同価格で提供された。
VRXをベースとした380 VRX 「フュージョン・バースト」（"Fusion Burst"）は、限定のオレンジ色塗装であった。塗色以外ではサンルーフと特別生地の内装を備えたフュージョン・バーストはVRXと同価格で提供された。

## 販売、評判とオーストラリア生産の終幕

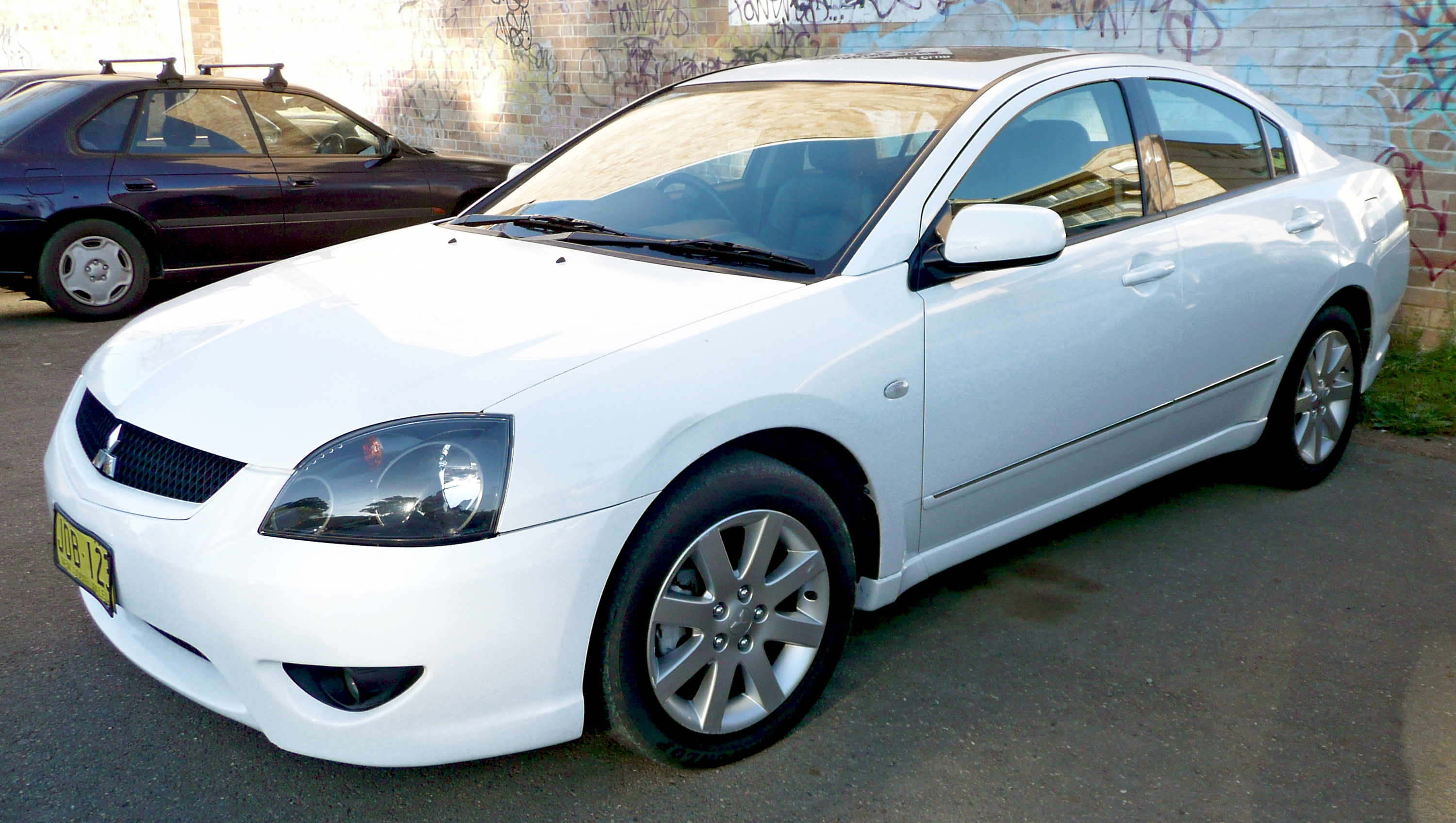
2005-7年モデルの380 (DB) GT

380は2005年10月13日に発売されたが期待したほどは売れず、2006年1月20日にMMALは需要に応じた対応として250名の生産従業員の自主退職を募った。2006年3月には生産工場は3週間閉鎖された。
2006年4月28日のシリーズIIの導入に伴い三菱は値下げを発表した。ESと呼ばれるようになったベースモデルはAU$34,490からAU$27,990へ、新たに追加されたSXはAU$32,990とされ、LSは廃止された。VRX、LXとGTも各々AU$1,500からAU$3,000値下げされた。三菱は旧価格で購入した最大1,500店の販売業者にAU$2,000までの販売報奨金を支払うと発表した。
2007年半ばに更なる販売数の増加と個人購入者の興味を引くためにモデルと価格の改定を伴いシリーズIIIが発売された。ESはAU$1,000の値下げがなされたが、その一方でアルミホイール、フォグライト、トラクションコントロールが追加されていた。
MMALはマレーシアのプロトン社とプロトン・ペルダナを代替するリバッジ・モデルとしてマレーシアに380を輸出するという可能性について交渉したが、この交渉は成立しなかった。
380は2005年度の「オーストラリア最優秀大型乗用車」賞を受賞し、オーストラリア保険グループ（Insurance Australia Group）の格付けでは最も安全なオーストラリア製乗用車と認定され、ANCAPの4つ星獲得で2006年製最も安全なオーストラリア車、『デリバリー・オーストラリア』誌による最優秀社用車、オーストラリア・モータークラブ・レポートでは最低維持費といった賞を獲得した。3.8 L エンジンはSAEから優秀技術賞（award for engineering excellence）を贈られた。
ニュージーランドでの三菱・380は、メキシコ市場でのギャランと非常に似た存在であるが、4気筒エンジン搭載車は提供されていない。
2008年2月5日にミツビシ・モーターズ・オーストラリア社は、3月31日にクロベリー・パーク工場を閉鎖し、成長の見込めない380の販売により三菱はオーストラリア市場では「全車種輸入」戦略に転換すると発表した。380の最終生産車（銀塗色のプラチナム・リミテッド・エディション、車体番号32044）は2008年3月27日に生産ラインを後にした。この車は2008年4月末にオークションに出品され、オーストラリア西部の自動車ディーラーがAU$10万で落札した。落札者との協議でこの代金はチャリティーに寄付された。
2009年10月に三菱自動車工業社長の益子修は、振り返ってみて「世界金融危機の前で従業員たちが他の就職先を見つけることのできる状況の2008年3月に工場を閉鎖したことは良かった」と語った。

### 年度別生産/販売台数
| 年     | 生産台数 | 販売台数（オーストラリア） |
| ------ | -------- | -------------------------- |
| 2005年 | 11,077台 | 3,548台                    |
| 2006年 | 10,560台 | 12,423台                   |
| 2007年 | 10,230台 | 10,942台                   |
| 2008年 | 不明     | 3,272台                    |
| 2009年 | 零       | 10台                       |